# Stupefacente
Uno stupefacente è una sostanza psicoattiva capace di modificare lo stato psico-fisico di un soggetto e di indurre uno stato di stupor, cioè di ridotto stato di coscienza e responsività, e di provocare fenomeni di dipendenza. Nei paesi di lingua inglese gli stupefacenti sono chiamati narcotic drugs. Essendo gli stupefacenti in gran parte oppioidi, la categoria si sovrappone quasi integralmente a quella degli analgesici narcotici.

## Generalità
Per via della loro attività sul sistema nervoso centrale gli stupefacenti sono impiegati in tutti i continenti da millenni per fini rituali, religiosi, spirituali, culturali, medico-terapeutici e, soprattutto negli ultimi secoli a scopo ricreativo.
Nella definizione dell'Organizzazione mondiale della sanità, gli stupefacenti sono tutte quelle sostanze in grado di causare tolleranza (la capacità dell'organismo di sopportare a dosi gradualmente più elevate la tossicità delle sostanze), assuefazione (il degradare dell'effetto, soprattutto psichico, della medesima dose, con conseguente necessità di aumentare la dose per produrre lo stesso effetto) e dipendenza (necessità di assumere tali sostanze per evitare crisi di astinenza), e che vennero iscritte nelle tabelle della Convenzione Unica sugli stupefacenti (1961), modificata da un Protocollo del 1972.
In applicazione del trattato derivato dalla Convenzione Unica sugli stupefacenti del 1961 sono state istituite all'interno dell'ONU delle autorità sovranazionali: l'Organo internazionale per il controllo degli stupefacenti (INCB) con l'incarico di "sforzarsi di limitare la coltivazione, la produzione, la fabbricazione e l'uso di stupefacenti a una quantità adeguata richiesta per scopi medici e scientifici, per assicurarne la disponibilità a tali scopi e per prevenire la coltivazione, la produzione e la fabbricazione illecite e il traffico e l'uso illeciti di stupefacenti" e la Commissione delle Nazioni Unite sugli stupefacenti (CND, dall'inglese Commission of Narcotic Drugs) con l'incarico di aggiungere, rimuovere o riclassificare gli stupefacenti secondo le 4 categorie definite dal trattato.
La classificazione degli stupefacenti è più legale che farmacologica: anche alcune sostanze classificate come psicotrope che non inducono dipendenza sono state inserite nelle tabelle I e II dopo la Convenzione sulle sostanze psicotrope del 1971, mentre l'etanolo che può indurre stupor e dipendenza non è classificato tra gli stupefacenti.
Le diverse applicazioni delle disposizioni di controllo delle sostanze stupefacenti da parte delle diverse legislazioni nazionali hanno reso disomogenea la classificazione. In Bolivia e Perù le foglie di coca non sono sostanze controllate così come anche per la cannabis la classificazione e legislazione nazionale può essere diversa tra i diversi paesi che hanno sottoscritto Convenzione Unica sugli stupefacenti che sostanzialmente considerava stupefacenti gli oppioidi, la coca e la cannabis, come nella precedente Convenzione internazionale sull'oppio del 1925.

## Narcotici

La morfina, alcaloide derivato dall'oppio di Papaver somniferum, è una tipica sostanza stupefacente. Agonista dei recettori μ per gli oppioidi, è ampiamente usata come analgesico in terapia medica, e manifesta anche un'azione psicolettica (depressoria del sistema nervoso centrale) di interesse per l'uso voluttuario.

Sono le sostanze con cui si instaura più velocemente una dipendenza, quelli il cui nome viene usato il più delle volte per riferirsi agli oppiacei. Si intende con questo nome molecole affini a un principio attivo ricavato dal papavero da oppio: la morfina. La principale caratteristica di questa sostanza è la sua forte affinità molecolare con enzimi naturali prodotti dall'organismo umano, le endorfine, che hanno un effetto di regolazione sul sistema nervoso centrale.
I narcotici sono sostanze dotate di proprietà analgesiche, sedative, miorilassanti ed euforizzanti. Agiscono non solo sul cervello ma anche su tutto il sistema nervoso centrale, su ricettori specifici centrali e periferici dei sistemi deputati alla trasmissione del dolore, come sulla emotività e la sfera degli istinti. Rientrano in questa categoria la morfina e i suoi derivati la cui forma più nota è l'eroina (o più correttamente diacetil-morfina) e gli oppiacei di sintesi (metadone, pentazocina, fentanyl, buprenorfina, butorfanolo e altri).
Possono indurre forte dipendenza fisica e psichica per la rapidità di assuefazione, cioè per la velocità con cui l'organismo si abitua a queste sostanze, regolandosi su dosi via via maggiori. La dipendenza da queste sostanze può portare al bisogno compulsivo di auto-somministrazione ripetuta della sostanza, per sperimentare nuovamente l'effetto psichico o anche solo per ripristinare una percezione di normalità quando l'organismo soffre a causa della sindrome d'astinenza. L'assuefazione psicofisica comporta reazioni patologiche anche gravi alla sospensione dell'uso della sostanza, dette appunto sindrome o crisi d'astinenza.
La dipendenza fisica, dovuta ai condizionamenti neurobiologici correlati alle endorfine, è difficilmente superabile per semplice iniziativa spontanea del paziente. È più facilmente risolvibile con programmi di intervento farmacologico, efficaci nel coprire gli effetti dell'astinenza. La terapia più comune per "svezzare" dalla dipendenza consiste nel sostituire la morfina con un altro oppiaceo, che abbia minore effetto psicotropo e maggiore effetto somatico, a dosi via via minori. Queste procedure risolvono solo gli effetti organici dell'assuefazione. La dipendenza psichica invece, difficile punto nodale della tossicodipendenza, richiede lenti, complessi, multicausali interventi psicoterapeutici.
Una dose eccessiva di oppiacei può essere letale, a causa del loro effetto depressivo del sistema cardio-circolatorio e sui centri della respirazione. L'overdose da oppiacei può portare a scompenso respiratorio, shock e collasso cardiocircolatorio. Tutti gli oppiacei, benché siano sostanze estremamente pericolose, non sono però tossiche a livello cellulare o tissutale: il danno fisico provocato dall'uso di queste sostanze è collegato alle sostanze da taglio inserite nelle droghe di strada. Perciò a differenza di altre sostanze stupefacenti non provocano danni permanenti all'organismo. Nonostante le numerose controindicazioni, gli oppiacei sono tutt'oggi una classe di farmaci insostituibili in medicina, per via della loro potente funzionalità analgesica.

## Oppioidi

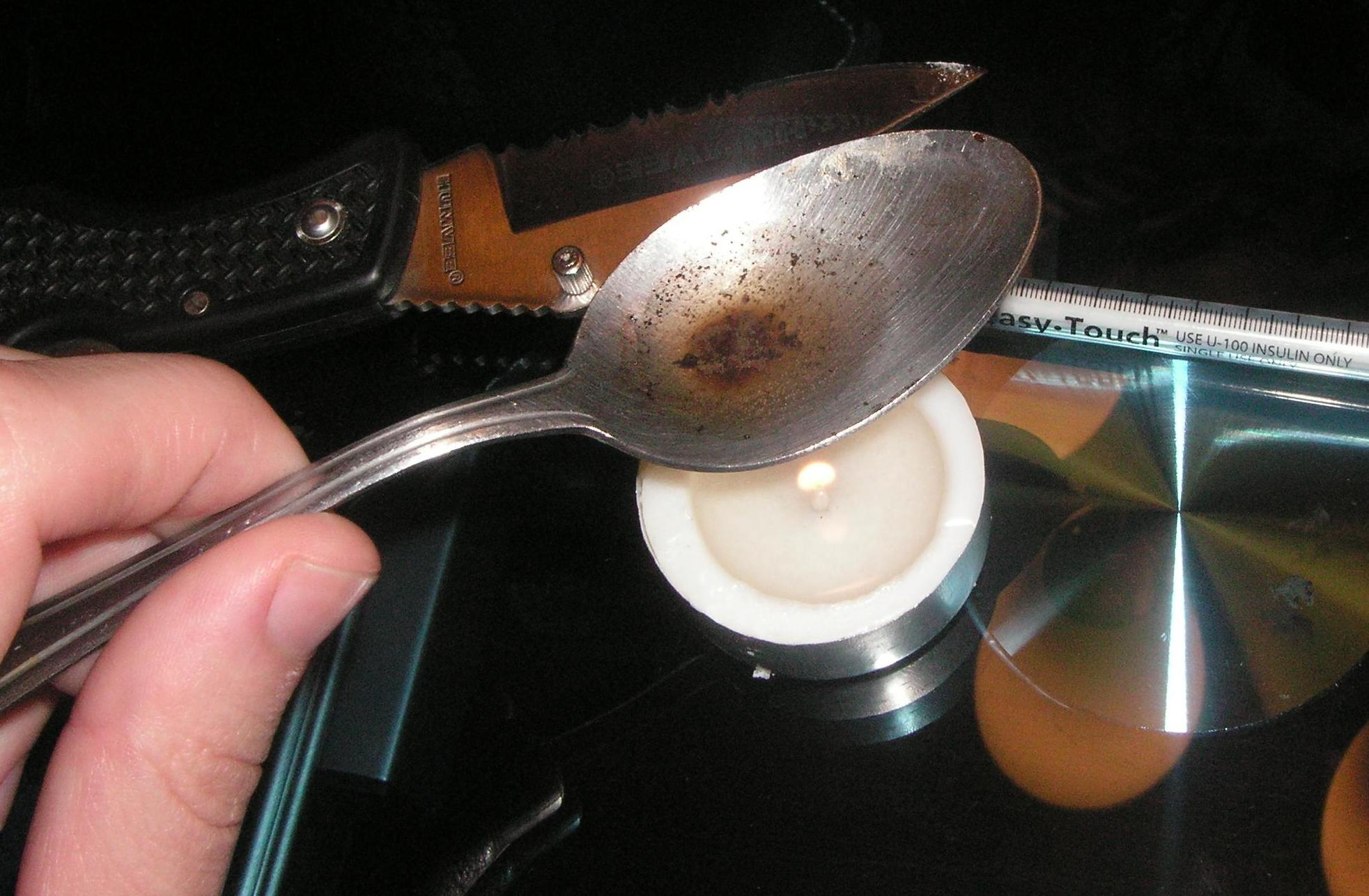
Una dose di eroina che viene scaldata su un cucchiaino

Gli oppiacei sono composti estratti dai semi di papavero. Queste sostanze hanno aperto la strada alla scoperta del sistema oppioide endogeno del cervello. Il termine  «oppioidi» include anche composti semisintetici e sintetici con proprietà simili a quelle degli oppiacei.  La prova dell'esistenza dei recettori degli oppioidi si basava sull'osservazione di come gli oppiacei (ad esempio eroina e morfina) interagiscono con specifici siti di legame nel cervello. La prima prova dell'esistenza di più recettori oppioidi fu riportata nel 1976, e studi farmacologici hanno portato alla classificazione dei siti di legame degli oppioidi in tre classi di recettori denominate recettori mu, delta e kappa. Successivamente, gli studi hanno rivelato che esistono diversi sottotipi di ciascuna classe di recettori. L'esistenza di recettori oppioidi ha suggerito che questi siti recettoriali potrebbero essere il bersaglio di molecole simili agli oppiacei che esistono naturalmente nel cervello. Nel 1975, sono stati scoperti due peptidi che agiscono sui recettori degli oppiacei. Poco dopo, sono stati identificati altri 18 peptidi oppioidi endogeni.

### Meccanismo d'azione
I tre recettori oppioidi (mu, delta e kappa) mediano le attività degli oppioidi esogeni e dei peptidi oppioidi endogeni. Rappresentano quindi gli attori chiave nella comprensione dell'azione degli oppioidi. I recettori oppioidi appartengono alla superfamiglia delle proteine G. Il legame dell'agonista a questi recettori alla fine provoca l'inibizione dell'attività neuronale. I recettori e i peptidi oppioidi sono fortemente espressi nel sistema nervoso centrale. Oltre al suo coinvolgimento nella trasmissione del dolore, il sistema oppioide è ampiamente rappresentato nel cervello nelle aree coinvolte nelle risposte alle sostanze psicoattive, come il nucleus accumbens . I peptidi oppioidi sono coinvolti in un'ampia varietà di funzioni che regolano le risposte allo stress, l'alimentazione, l'umore, l'apprendimento, la memoria e le funzioni immunitarie.

### Effetti
L'iniezione endovenosa di oppioidi produce un arrossamento della pelle e sensazioni descritte dagli utenti come una “botta” o un  "flash"; tuttavia, la prima esperienza, anche con gli oppiacei, può essere sgradevole e può comportare nausea e vomito. Gli oppioidi hanno effetti euforogenici, analgesici, sedativi e respiratori effetti depressivi.
Numerosi esperimenti sugli animali che utilizzano composti oppioidi selettivi hanno mostrato che gli agonisti del recettore mu, iniettati sia periferici sia direttamente nel cervello, hanno proprietà rinforzanti. I delta agonisti, come così come le encefaline endogene, sembrano produrre ricompensa, sebbene ad una misura minore rispetto ai mu agonisti. Un rinforzo dovuto a mu e delta agonisti è stato rilevato in diversi modelli comportamentali,  È stato dimostrato che l'inattivazione genetica dei recettori mu inibisce l'azione analgesica e la dipendenza dovute alla morfina, nonché ad altri oppioidi. Ciò ha dimostrato che i recettori mu sono fondamentali per tutti gli effetti clinici benefici e dannosi degli oppiacei. Gli studi molecolari hanno evidenziato che i recettori mu sono i responsabili per l'analgesia, la tolleranza e dipendenza degli oppioidi.

## Cocaina

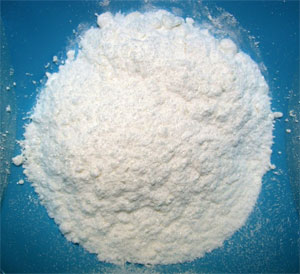
Cocaina in polvere

La cocaina è un potente stimolante del sistema nervoso che può essere assunto per via nasale, iniettato per via endovenosa o fumato. L'uso di cocaina da parte di molti culture diverse risalgono a secoli fa. La cocaina si trova nelle foglie di Erythroxylon coca, cespugli originari della Bolivia e del Perù.

### Meccanismo d'azione
Nel cervello, la cocaina agisce come un bloccante del trasportatore delle monoamine, con affinità per i trasportatori della dopamina, della serotonina e della noradrenalina. È ampiamente accettato che la capacità della cocaina di fungere da rinforzo è dovuta in gran parte alla sua capacità di bloccare la ricaptazione della dopamina. Gli effetti rinforzanti degli psicostimolanti sono associati ad aumenti della dopamina cerebrale e dell'occupazione dei recettori D2 nell'uomo come notato negli studi PET . Tuttavia, entrambi i recettori D1 e D2 sono stati implicati negli effetti rinforzanti della cocaina. Utilizzando la PET per indagare sul ruolo della dopamina negli effetti rinforzanti della cocaina negli esseri umani è stato dimostrato che è la velocità con cui la cocaina entra nel cervello e blocca il trasportatore della dopamina a produrre lo "sballo" e non solo al presenza del farmaco nel cervello. Nonostante l'evidenza indichi un meccanismo dopaminergico per la ricompensa da cocaina , la dopamina potrebbe non essere l'unico mediatore delle sue proprietà rinforzanti.  Il sistema serotoninergico può influenzare le proprietà rinforzanti della cocaina, visto che la cocaina facilita anche la trasmissione della serotonina nel nucleo accumbens.

### Effetti
La cocaina aumenta la vigilanza, le sensazioni di benessere ed euforia, l'energia e attività motoria, sentimenti di competenza e sessualità. Sono frequenti anche ansia, paranoia e irrequietezza. Le prestazioni atletiche possono essere migliorate negli sport in cui sono richieste attenzione e resistenza sostenute. Con dosaggio eccessivo si possono avere tremori, convulsioni e aumento della temperatura corporea.  In concomitanza con gli effetti comportamentali si ha l'attivazione del sistema nervoso simpatico.Con l'overdose di cocaina possono verificarsi tachicardia, ipertensione, infarto del miocardio ed emorragie cerebrovascolari. Quando gli effetti della cocaina si attenuano, l'utente si sente disforico, stanco, irritabile e depresso, cosa che può portare al successivo uso di stupefacenti per riguadagnare l'esperienza precedente.

## Cannabinoidi

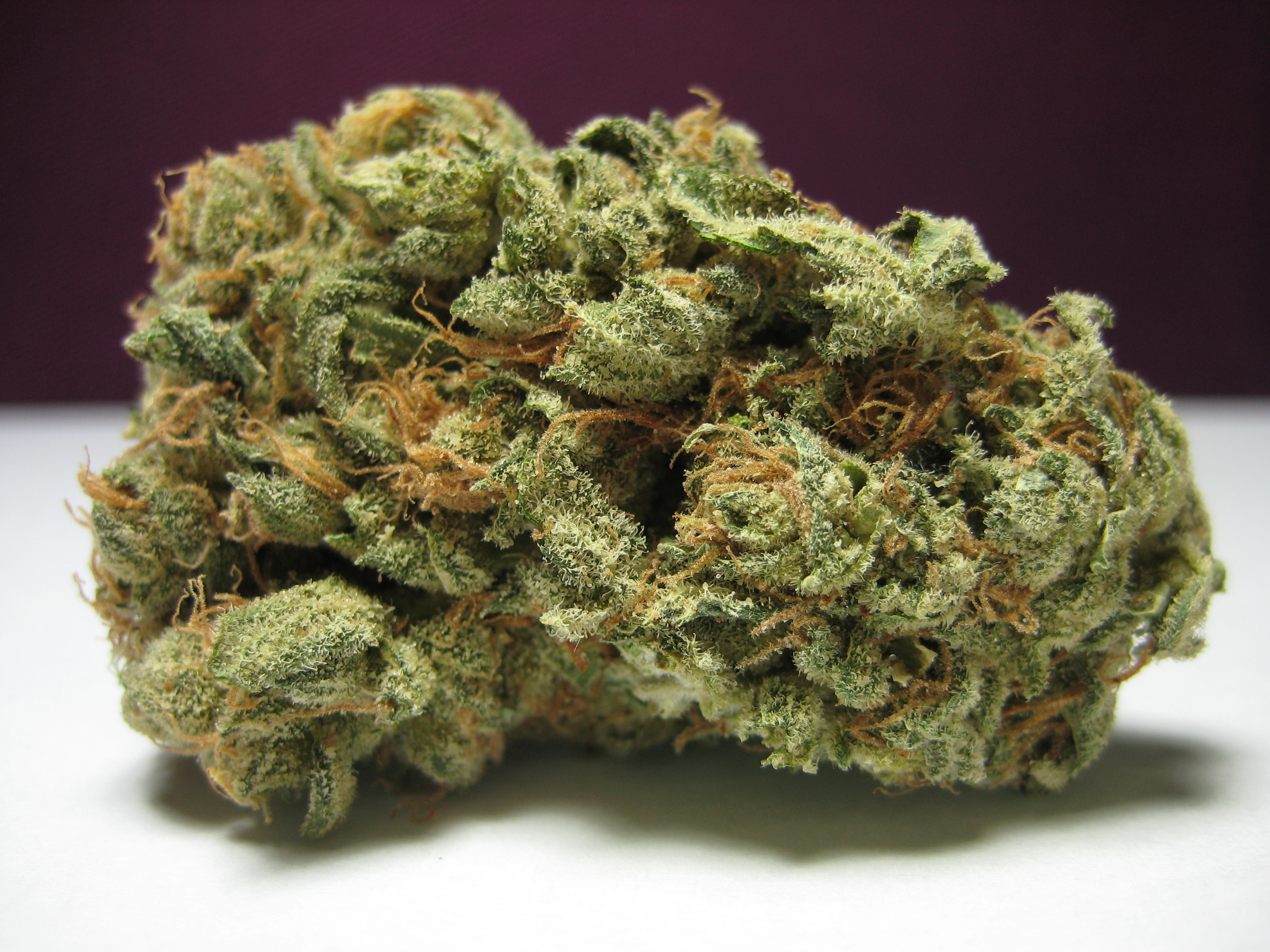
Infiorescenza essiccata di Skunk

L'utilizzo della cannabis ha una storia millenaria condivisa da molte culture nel mondo.  I derivati della cannabis sono le droghe illecite più utilizzate al mondo.  La cannabis è stata inscritta dalla Convenzione sugli stupefacenti del 1961 tra gli stupefacenti che possono costituire un grave problema di salute pubblica e sociale, giustificando l'immissione della sostanza sotto controllo internazionale assieme a quelle con le maggiori restrizioni sulla produzione, commercio e possesso. L'esistenza parallela della Convenzione sugli stupefacenti del 1961 della Convenzione sulle sostanze psicotrope del 1971 ha portato ad alcuni effetti illogici come il fatto che la pianta (cannabis) contenente al massimo il 3% di delta-9-tetraidrocannabinolo (THC) è trattata più severamente della sostanza pura al 100% .
Solo da dicembre 2020 la Commissione sugli stupefacenti dell'ONU ha declassificato la cannabis passandola dalla tabella IV alla I.
Nella pianta sono state identificate oltre 750 diverse sostanze di cui 113 con struttura analoga ai principali cannabinoidi, alcuni dei quali con azioni contrapposte.
Tra tutti i cannabinoidi contenuti nella Cannabis sativa, il delta-9-tetraidrocannabinolo (THC) è la principale sostanza chimica con effetti psicoattivi e viene metabolizzato in un altro composto attivo, 11-OH-delta-9-THC. I cannabinoidi vengono generalmente inalati con il fumo, ma possono anche essere ingeriti. Diversi studi hanno dimostrato effetti terapeutici dei cannabinoidi, ad es. nel controllare la nausea e il vomito in alcuni tipi di cancro e malati di AIDS. Ciò ha portato a una discussione controversa in merito al potenziali effetti benefici della cannabis stessa in determinate condizioni.

### Meccanismo d'azione
I recettori cannabinoidi e i loro ligandi endogeni insieme costituiscono quello che oggi viene chiamato "sistema endocannabinoide".
I cannabinoidi si legano a specifici recettori (recettori CB, di tipo 1 e 2) nel sistema endocannabinoide, un sistema legato alla presenza di cannabinoidi endogeni o endocannabinoidi. I recettori CB1 e CB2 sono distribuiti in maniera molto differente, con i CB1 sostanzialmente concentrati nel sistema nervoso centrale (talamo e corteccia, ma anche altre strutture) ed i CB2 sostanzialmente nelle cellule del sistema immunitario. Il legame dei cannabinoidi ai recettori CB1 causa una inibizione presinaptica del rilascio di vari neurotrasmettitori (in particolare NMDA e glutammato), ed una stimolazione delle aree della sostanza grigia periacqueduttale (PAG) e del midollo rostrale ventromediale (RVM), che a loro volta inibiscono le vie nervose ascendenti del dolore. A livello del midollo spinale il legame dei cannabinoidi ai recettori CB1 causa una inibizione delle fibre afferenti a livello del corno dorsale, ed a livello periferico il legame dei cannabinoidi con i recettori CB1 e CB2 causa una riduzione della secrezione di vari prostanoidi e citochine proinfiammatorie, la inibizione di PKA e C e del segnale doloroso.  I recettori CB1 situati alle terminazioni nervose sopprimono il rilascio neuronale di alcuni neurotrasmettitori, tra cui: acetilcolina, noradrenalina, dopamina, 5-idrossi-triptamina, GABA, glutammato e aspartato.

### Effetti
Il picco di intossicazione da fumo viene raggiunto entro 15-30 minuti e gli effetti durano 2-6 ore. I cannabinoidi rimangono nel corpo per lunghi periodi e si accumulano dopo un uso ripetuto. I cannabinoidi possono essere trovati nelle urine per 2-3 giorni dopo aver fumato una sola sigaretta e fino a 6 settimane dopo l'ultimo utilizzo in utilizzatori assidui.
La percezione del tempo è rallentata e ci sono sensazioni di rilassamento e di distensione con una maggiore consapevolezza sensoriale. La percezione di una maggiore fiducia in se stessi e una maggiore creatività non è accompagnata da prestazioni migliori e vi è una compromissione della memoria a breve termine e della coordinazione motoria. Analgesia, azione antiemetica e antiepilettica e aumento dell'appetito sono effetti centrali talvolta descritti come di rilevanza clinica. I derivati della cannabis producono chiare risposte motivazionali soggettive, portando a comportamenti di ricerca di droghe e uso ripetuto di droghe. Studi sugli animali hanno dimostrato che i cannabinoidi soddisfano la maggior parte del caratteristiche comuni attribuite a sostanze con proprietà rinforzanti. Studi sugli animali hanno anche rivelato che i cannabinoidi interagiscono con i circuiti di ricompensa del cervello e condividono con altre sostanze psicoattive alcune caratteristiche biochimiche (es. interazione con recettori della dopamina e degli oppioidi) che sono stati direttamente correlati alle loro proprietà di rinforzo. Questi risultati biochimici supportano chiaramente la capacità di indurre la dipendenza da cannabinoidi che è stata segnalata in molti studi.

## Classificazione ONU: le tabelle INCB
Il trattato internazionale sottoscritto con la Convenzione unica sugli stupefacenti del 1961 prevede quattro tabelle continuamente aggiornate che limitano possibilità di produzione, commercio e possesso degli stupefacenti in funzione del loro livello di pericolosità. Queste limitazioni diminuiscono dalla tabella I alla tabella III. La tabella IV costituisce un sottoinsieme della tabella I con uno status speciale; le sostanze in essa elencate non sono generalmente commerciabili.
L'ordine delle tabelle e la distribuzione degli stupefacenti al loro interno, definite dal CND e INCB, non hanno corrispondenza con l'ordine e distribuzione nelle diverse leggi nazionali sul controllo degli stupefacenti; pertanto uno stupefacente in tabella I per l'ONU può trovarsi nella tabella II nella legge italiana.
L'ordine delle tabelle dalla più restrittiva a quella meno restrittiva è:
Tabella IV → Tabella I → Tabella II →  Tabella III
| Sono inclusi isomeri, esteri, eteri e sali delle suddette sostanze. Sono specificamente esclusi (entrambi gli oppioidi sintetici sono derivati della morfina): destrometorfano e destrorfano | | |
| Derivati dalla Erythroxylum Coca | - foglia di coca (eccetto la foglia da cui sono state rimosse tutta l'ecgonina, la cocaina e qualsiasi altro alcaloide dell'ecgonina) - cocaina (estere metilico della benzoilecgonina): presente nelle foglie di coca o preparato per sintesi dall'ecgonina - ecgonina, suoi esteri e derivati che sono convertibili in ecgonina e cocaina                                               | |
| Fonti naturali di cannabinoidi | - cannabis (in tabella IV fino al 2 dicembre 2020) - resina, estratti e tinture di cannabis | |
| Fonti naturali di oppioidi | - opium: il succo coagulato del papavero da oppio, specie vegetale Papaver somniferum L. - concentrato di paglia di papavero: il materiale che si forma quando la paglia di papavero (tutte le parti del papavero da oppio tranne i semi, dopo la falciatura) è entrata in un processo per la concentrazione dei suoi alcaloidi quando tale materiale è messo a disposizione in commercio | Nota sui preparati: sono considerati oppio (preparati) tutti i preparati a base di oppio (preparati), se i preparati non sono a base di oppio stesso ma sono ottenuti da una miscela di alcaloidi dell'oppio (come nel caso, ad esempio, del pantopon, omnopon e papaveretum) sono da considerarsi morfina (preparati) |
| Oppiacei naturali | - oripavina - morfina: il principale alcaloide dell'oppio e del papavero da oppio - tebaina: alcaloide dell'oppio; trovato anche in Papaver bracteatum | |
| Oppiacei semisintetici | - acetorfina - benzilmorfina - codossima - desomorfina - diidroetorfina - diidromorfina - drotebano - etorfina - eroina - idrocodone - idromorfinolo - idromorfone - metildesorfina - metildiidromorfina - metopo - mirofina - nicomorfina - ossicodone - ossimorfone | |
| derivati della morfina, inclusi alcuni metaboliti naturali della morfina e della codeina | - morfina metobromuro e altri derivati della morfina azotata pentavalente, inclusi in particolare i derivati della genomorfina , uno dei quali è la genocodeina (codeina-N-ossido) - genomorfina (morfina-N-ossido) - normorfina | |
| Oppiacei sintetici | derivati della morfina | - levometorfano - levofenacilmorfano - levorfanolo - norlevorfanolo - fenomorfa - racemetorfano - racemorfa |
| Oppiacei sintetici | fentanyl e derivati | - acetil-alfa-metilfentanil - alfentanil - alfa-metilfentanil - alfa-metiltiofentanile - beta-idrossifentanil - beta-idrossi-3-metilfentanil - fentanil - 3-metilfentanil - 3-metiltiofentanile - para-fluorofentanil - remifentanil - sufentanil - tiofentanile                                                       |
| Oppioidi sintetici della 4-fenilpiperidina | petidine (meperidine) - o petidina C) - fenoperidina - piminodina - proprioidina | - anileridina - benzetidina - difenoxin - difenossilato - etoxeridina - furetidina - idrossipetidina - morferidina - petidina - intermedio di petidina A - norpetidina (petidina intermedia B) - acido petidinico (intermedio petidina C) - fenoperidina - piminodina - proprioidina                                   |
| Oppioidi sintetici della 4-fenilpiperidina | prodini | - allilprodina - alfameprodina - alfaprodina - betameprodina - betaprodina - desmetilprodina (MPPP) - PEPAP - trimeperidina |
| Oppioidi sintetici della 4-fenilpiperidina | chetobemidoni | - chetobemidone |
| Oppioidi sintetici a catena aperta | ammidoni | - dipipanone - isometadone - metadone - intermedio metadone (4-ciano-2-dimetilammino-4,4-difenilbutano) - normetadone - norpipanone - fenadossone |
| Oppioidi sintetici a catena aperta | metadoli | - acetilmetadolo - alfacetilmetadolo - alfametadolo - betacetilmetadolo - betametadolo - noracimetadolo - dimefeptanolo |
| Oppioidi sintetici a catena aperta | moramidi | - destromoramide - levomoramide (programmata nonostante sia isomero inattivo) - racemoramide - intermedio di moramide (acido 2-metil-3-morfolino-1,1-difenilpropano carbossilico) |
| Oppioidi sintetici a catena aperta | tiambuteni | - dietiltiambutene - dimetiltiambutene - etilmetiltiambutene |
| Oppioidi sintetici a catena aperta | fenalcoxam | - dimenoxadolo - butirrato di diossafetile |
| Oppioidi sintetici a catena aperta | ampromidi | - diampromide - fenamromide |
| Oppiacei sintetici | benzimidazoli | - clonitazene - etonitazene |
| | benzomorfani | - metazocina - fenazocina |
| | pirinitramidi | - bezitrammide - piritrammide |
| | fenazepani | - profetazina |
| Altri oppioidi sintetici | tilidina | |

| Codeina                            |                                                                                             |                    |
| Oppiacei semisintetici             | - acetildiidrocodeina - diidrocodeina - etilmorfina - nicocodina - nicodicodina - folcodina |                    |
| Metabolita naturale della codeina  | - norcodeina                                                                                |                    |
| Oppiacei sintetici a catena aperta | fenalcoxam                                                                                  | destropropossifene |
| Oppiacei sintetici a catena aperta | ampromidi                                                                                   | propiram           |

| - acetildiidrocodeina - codeina - diidrocodeina - etilmorfina - nicocodina - nicodicodina - norcodeina - folcodina (se miscelato con uno o più altri ingredienti e contenente non più di 100 milligrammi del farmaco per unità di dosaggio e con una concentrazione non superiore al 2,5% nelle preparazioni indivise)                            | |
| propiram (contenente non più di 100 milligrammi di propiram per unità di dosaggio e composto con almeno la stessa quantità di metilcellulosa) | |
| destropropossifene (per uso orale contenente non più di 135 milligrammi di destropropossifene base per unità di dosaggio o con una concentrazione non superiore al 2,5% nelle preparazioni indivise, a condizione che tali preparazioni non contengano alcuna sostanza controllata ai sensi della Convenzione del 1971 sulle sostanze psicotrope) | - cocaina (contenente non più dello 0,1% di cocaina calcolata come base di cocaina) - oppio o morfina (contenente non più dello 0,2% di morfina calcolata come base di morfina anidra e miscelata con uno o più altri ingredienti e in modo tale che la droga non possa essere recuperata con mezzi facilmente applicabili o in una resa che costituirebbe un rischio alla salute pubblica)          |
| difenoxin (contenente, per unità di dosaggio, non più di 0,5 milligrammi di difenoxin e una quantità di atropina solfato equivalente ad almeno il 5% della dose di difenoxin) | |
| difenossilato (contenente, per unità di dosaggio, non più di 2,5 milligrammi di difenossilato calcolato come base e una quantità di atropina solfato equivalente ad almeno l'1% della dose di difenossilato) | |
| Pulvis ipecacuanhae et opii compositus (polvere di Dover) | - 10% oppio in polvere - 10% radice di ipecacuanha (attualmente usata per produrre sciroppo di ipecac, un emetico) in polvere ben miscelata con l'80% di qualsiasi altro ingrediente in polvere che non contenga alcun farmaco. - preparazioni conformi a una qualsiasi delle formule elencate nel presente allegato e miscele di tali preparazioni con qualsiasi materiale che non contiene farmaci |

| Oppiacei semisintetici                     | - acetorfina - desomorfina - etorfina - eroina | |
| Oppiacei sintetici                         | fentanil e derivati                            | - acetil-alfa-metilfentanil - alfa-metilfentanil - alfa-metiltiofentanile - beta-idrossifentanil - beta-idrossi-3-metilfentanil - 3-metilfentanil - 3-metiltiofentanile - para-fluorofentanil - tiofentanile |
| Oppioidi sintetici della 4-fenilpiperidina | prodini                                        | - desmetilprodina (MPPP) - PEPAP |
| Oppioidi sintetici della 4-fenilpiperidina | chetobemidoni                                  | chetobemidone |